# خوان اسکودرو
خوان اسکودرو (انگلیسی: Juan Escudero; ۲۵ سپتامبر ۱۹۲۰ – ۳ ژانویهٔ ۲۰۱۲) بازیکن فوتبال اهل اسپانیا بود.
از باشگاه‌هایی که در آن بازی کرده‌است می‌توان به باشگاه فوتبال اتلتیکو مادرید اشاره کرد.